# Uitgeverij Vrijdag
Uitgeverij Vrijdag (deutsch: Verlag Freitag) ist ein unabhängiger Literaturverlag aus Antwerpen.

## Geschichte
Uitgeverij Vrijdag wurde im Juni 2008 von Rudy Vanschoonbeek gegründet. Der Verlag publiziert hauptsächlich Werke flämischer Autoren und konzentriert sich auf Literatur und qualitative Sachbücher. Das Theaterstück Vrijdag des flämischen Schriftstellers Hugo Claus stand Pate für den Namen des Verlags. Uitgeverij Vrijdag verlegt auch die literarisch-kulturelle Zeitschrift DW B (Dietsche Warande & Belfort).
2011 gründete Rudy Vanschoonbeek die Firma „Elkedag Boeken“ (deutsch: Jedentag Bücher), in der Uitgeverij Vrijdag mit etwa zwanzig anderen Verlagen (u. a. Wereldbibliotheek, De Harmonie und Podium) für den Verkauf und die Werbung ihrer Publikationen zusammenarbeitet. Die Verteilung wurde im Centraal Boekhuis zentralisiert.

## Autoren (Auswahl)
- Arnon Grunberg
- Elvis Peeters
- Etienne Vermeersch
- Michel Faber
- Hendrik Vuye